# Deodato
Deodato (Deo-: proviene de “Deus,” que significa “Dios.” -dato: proviene de “datus,” que significa “dado” o “regalo.”) es un nombre propio masculino teofórico de origen latino en su variante en español. Su significado es «dado por Dios» o «regalo de Dios».

## Santoral
15 de octubre: San Deodato, confesor y obispo de Vienne.
8 de noviembre: San Deodato I o Adeodato, 68° Papa de la Iglesia católica.

## Hijo de San Agustín
- Adeodato (hijo de Agustín de Hipona)

## Variantes
- Adeodato, Diosdado.
- Femenino: Deodata.

### Variantes en otros idiomas
| Variantes en otras lenguas | Variantes en otras lenguas      |
| -------------------------- | ------------------------------- |
| Español                    | Deodato                         |
| Alemán                     | Adeodatus                       |
| Asturiano                  | Diosdáu                         |
| Catalán                    | Deodat                          |
| Checo                      | Deodat                          |
| Danés                      | Adeodatus                       |
| Esperanto                  | Diodono                         |
| Euskera                    | Dodata                          |
| Finlandés                  | Adeodatus                       |
| Francés                    | Adéodat, Déodat, Dieudonné, Dié |
| Georgiano                  | ადეოდატუს (Adeodatus)           |
| Griego                     | Αδεοδάτος (Adeodátos)           |
| Holandés                   | Adeodatus                       |
| Húngaro                    | Adeodát                         |
| Inglés                     | Adeodatus, Deodatus             |
| Italiano                   | Adeodato, Deodato               |
| Latín                      | Adeodatus, Deodatus, Deusdedit  |
| Letón                      | Adeodāts                        |
| Lituano                    | Adeodatas                       |
| Noruego                    | Adeodatus                       |
| Polaco                     | Adeodat                         |
| Portugués                  | Adeodato, Deodato               |
| Rumano                     | Adeodat                         |
| Ruso                       | Адеодат (Adeodat)               |
| Sueco                      | Adeodatus                       |